# 마귀광대버섯
마귀광대버섯(false blusher, panther amanita or panther cap)은 광대버섯과에 속하는 버섯이다. 환각을 유발하는 독성이 있으며 중독되어 기억상실을 겪은 사례가 있다.

## 생김새
- 갓: 5–18 cm로 넓게 펼쳐진다.[3] 볼록한 윗면은 갈색의 반구형으로 흰 점이 나있고 평평한 아랫쪽은 크림 빛이 도는 흰색이다. 축축하고 쉽게 떨어져 나간다.
- 주름살: 갓 밑으로 조밀하게 발달해 있으며 희무끄래 한 색을 띈다.[3]
- 포자: 길쭉한 타원형으로 이보텐산을 포함하고 있다.[3] 크기는 8–14 x 6–10 µm 정도이다.[4]
- 자루: 길이 5–15 cm, 폭 3-6 cm 정도로[3] 원통형이다. 아랫쪽이 두텁고 위로 갈수록 얇으며 흰색을 띄나 자라면서 황갈색 빛을 낸다.
- 냄새: 날감자 비슷한 퀴퀴한 냄새가 난다.

## 서식
마귀광대버섯은 특히 너도밤나무속 등이 우거진 활엽수 숲에 드문드문 자란다. 여름에서 가을 사이에 걸쳐 생장하며 서아시아와 유럽이 자생지이나 목재의 운반과정에서 다른 지역으로 전파되어 남아프리카에서도 발견되고 있다.
균근이 나무에 침착하여 기생한다.

## 독성
마귀광대버섯의 독성 물질은 이보텐산과 무스카린이다. 둘 다 향정신성 물질로 환각과 감정 이상을 일으킨다. 광대버섯이라는 이름 역시 이 독성물질의 작용 때문에 붙은 것이다. 쥐를 이용한 무스카린의 독성 실험에서 반수치사량은 0.23 mg/kg으로 독성이 크지는 않아 러시아에서는 보드카와 함께 곁들여 먹는 경우도 있다. 무스카린의 중독 증상으로 땀과 침이 많이 흐르고 일시적인 시력저하가 나타나며 복통, 공동수축, 혈압저하 등이 일어난다.
마귀광대버섯을 비롯한 광대버섯류를 판매하는 것은 여러 나라에서 법으로 금지되어 있다.

## 기후변화 지표종
마귀광대버섯은 대한민국 환경부가 지정한 기후변화 지표종이다.